# Chinon
Chinon és una comuna francesa, situada al departament de l'Indre-et-Loire i a la regió de Centre-Vall del Loira. És una de les dues subprefectures d'Indre i Loira (l'altra és Loches). El seu gentilici és Chinonais. Famosa per la seua fortalesa, que va ser seu reial, Chinon, "menuda vila de gran renom", com se la sol caracteritzar, és també coneguda com "la flor del jardí de França", essent la Turena aquest jardí.
Chinon tenia, el 2005, 8.169 habitants. Construïda a banda i banda del riu Vienne l'antiga ciutat és formada per tot de carrers tranquils (gairebé tots costers), mentre que un barri, el "Hucherolles", més residencial, se situa en un altiplà. Chinon és també reconegut pel seu vi.

## Història

### El castell de Chinon
Dominant el Vienne, l'altiplà de Chinon acaba en un contrafort que quasi arriba fins al riu. Aquest contrafort, fortificat des del temps dels romans, va suportar durant deu segles una història confusa i tràgica.
Tres mestres en la construcció de fortificacions van deixar la seua empremta en el castell-fortalesa, així com dos reis d'Anglaterra, Enric II i Ricard Cor de Lleó, i un rei de França, Felip August. L'any 1205, després d'un setge de vuit mesos, el rei de França els el va poder llevar als Plantagenet.

### La cort del rei de Bourges (principis delseglexv)
Amb Carles VII es va iniciar una part de la seua història. França es trobava en una situació molt greu. Enric IV, rei d'Anglaterra, era també el rei de Bretanya, i Carles VII no era més que el rei de Bourges quan, l'any 1427, va instal·lar la seua menuda cort a Chinon. L'any següent el rei va reunir els Estats Generals de les províncies del Centre i del Sud sotmeses, encara, a la seua autoritat. Aquestes van aportar 400.000 lliures per a organitzar la defensa d'Orleans, que era assetjada pels bretons.

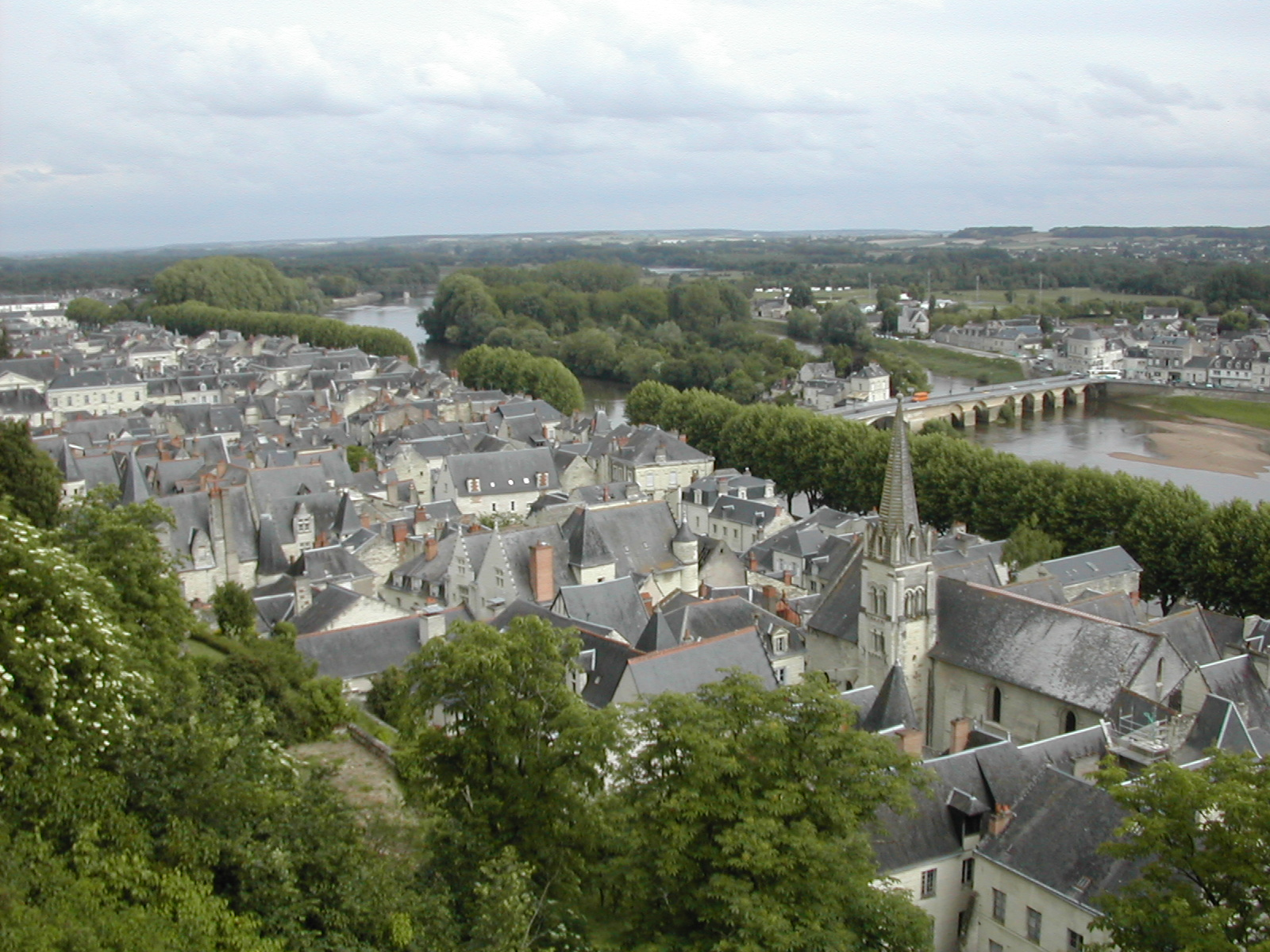
Chinon

### Joana d'Arcen Chinon
Escortada per sis soldats, Joana d'Arc va viatjar des de Lorena a Chinon sense trobar cap de les tropes armades que assolaven el país. El poble va veure en ella un signe de protecció divina. Esperant ser rebuda pel rei, es va allotjar en un hostal de la part baixa de la ciutat, on va romandre dejunant i orant.
Quan la jove (18 anys) fou duta a palau, van tractar de confondre-la: el gran saló era il·luminat amb cinquanta torxes; tres-cents gentilhomes, vestits ricament, eren allí reunits; el rei va intentar dissimular la seua presència amagant-se darrere d'ells, mentre que un cortesà lluïa les vestidures del rei. Joana d'Arc va avançar tímidament i reconegué, immediatament, el veritable rei, malgrat que aquest pretenia de no ser-lo. Joana va abraçar els seus genolls dient: "el rei dels cels m'envia per a dir-vos que vós sereu consagrat i coronat en la ciutat de Reims, i sereu el llegat del Rei dels Cels, que és el rei de França".
Carles VII es debatia en un mar de dubtes, es preguntava si, realment, Carles VI era el seu pare, i si Elisabet de Baviera, la conducta de la qual havia causat tant escàndol, era la seua mare. Quan Joana d'Arc va declarar: "Jo t'assegure, per mitjà de nostre Senyor Jesucrist, que tu ets l'hereu de França i veritable fill del rei", ell es va sentir reconfortat i absolutament convençut de la missió de l'heroïna.
La cort de Carles VII dubtava d'ella. Van obligar Joana d'Arc a comparèixer davant de la cort de Poitiers. Un areòpag de doctors i matrones havia de decidir si Joana era una bruixa o una il·luminada. Fou interrogada durant tres setmanes. Les seues senzilles respostes, les seues rotundes rèpliques, la seua pietat, la seua confiança en la intervenció de Déu, van convèncer els més escèptics. Fou declarada enviada de Déu. Retornada a Chinon, Joana va tornar a entrevistar-se amb Carles VII a fi que aquest li proporcionés un exèrcit. El rei li va proporcionar l'exèrcit el 25 de febrer de 1429, i el 20 d'abril de 1429 Joana va marxar a complir el seu miraculós i tràgic destí.

### El divorci deLluís XII(finals delseglexv)
Chinon fou la seu de la cort fins a l'any 1450, i després va ser abandonat. No obstant això, el castell tornà a ser el centre d'una nova pàgina històrica el 1498, quan el rei Lluís XII hi va rebre el legat del papa, Cèsar Borja, que li portava la butlla del seu divorci.
Lluís XII es va separar de Joana III de Borgonya, filla de Lluís XI. Lluís XII només tenia 14 anys quan Lluís XI el va obligar a casar-se. Una doble protuberància, un maluc coxàlgic i un aspecte simiesc expliquen el poc interès de Lluís XII per la seua esposa durant els 23 anys que va durar el matrimoni. En morir Carles VIII, Lluís XII va haver de casar-se, segons el testament del difunt, amb la seua vídua Anna de Bretanya. Aquest nou matrimoni li permetia conservar la Bretanya, motiu suficient perquè el rei, cèlebre per les seues magnífiques festes, festegés, alhora, l'arribada de la butlla i el nou matrimoni.